# Rolls-Royce Derwent
Rolls-Royce RB.37 Derwent je zrakoplovni turboreaktivni motor na centrifugalni kompresor kojeg je 1940-ih uveo u upotrebu britanski Rolls-Royce Ltd. pred kraj Drugog svjetskog rata. Kao gorivo koristio je avionski kerozin pomiješan s 1% ulja za podmazivanje. Prazan je težio 443 kilograma. Dimenzije motora bile su 2,135 metara duljine i 1,055 metara promjera.
Derwent je bio drugi turbomlazni motor u Rolls-Royceovoj proizvodnji. Predstavljao je razvijeniju inačicu motora Rolls-Royce Welland, preimenovanu inačicu motora model "Power Jets W.2B" koju je realizirao Frank Whittle, bivši inženjer Rovera koji je prešao u Rolls-Royce 1943. godine kad je Rolls preuzeo njihov projekt razvoja mlaznih motora 1943. godine. Poboljšane su performanse, a pouzdanost dramatično, što je učinilo Derwent motorom koji se izabralo za Gloster Meteor i mnoge druge poslijeratne britanske mlažnjake.

## Varijante
- Derwent I - prva proizvodna inačica, 8,9 kN potiska
- Derwent II - potisak povećan na thrust 9,8 kN
- Derwent III - pokusna inačica koja je davala vakuum za kontrolu krilnog graničnog sloja
- Derwent IV - potisak povećan na 10,7 kN
- Derwent 5 - srazmjeno smanjena inačica Rolls-Royce Nene koja je davala 15,6 kN potiska
- Derwent 8 - razvijena inačica koja je davala 16,0 kN potiska

## Primjene
- Avro 707
- Avro Canada C102 Jetliner
- Fairey Delta 1
- Fokker S.14 Machtrainer
- Gloster Meteor
- Nord 1601
- FMA I.Ae. 27 Pulqui I Argentinski dizajn, letio 1947., sačuvani prototip čuva se u Nacionalnom muzeju zrakoplovstva

## Specifikacije (Derwent I)
Specifikacije prema
Opća svojstva
- vrsta: turbomlazni motor s centrifugalnim kompresorom
- dužina: Derwent I - 2133,6 mm, Derwent V - 2247,9 mm
- promjer: 1092,2 mm
- masa suhog motora: Derwent I - 442,3 kg, Derwent V - 567.0 kg
- najveći potisak:  8,90 kN pri 16.000 rpm na morskoj razini, Derwent V 17,79 kN pri 15.000 rpm na morskoj razini
- specifična potrošnja goriva po potisku: 119,25 kg/kN/hr), Derwent V 1.02 103,97 kg/kN/hr
- omjer potiska i mase: 0,0199 kN/kg, Derwent V 3.226 0,0316 kN/kg

## Vanjske poveznice
- Video of a Derwent #1 - (low resolution)
- Video of a Derwent #2 - (appears at the end)
- '"River Class" Evolution' a 1946 Flight article on the Welland and Derwent
- "Rolls-Royce Derwent" a 1945 Flight article on the Derwent
- "100 Hours at Combat Rating" a 1949 Flight article on endurance testing the Derwent